# 小野上温泉駅
小野上温泉駅（おのがみおんせんえき）は、群馬県渋川市村上字塩川にある、東日本旅客鉄道（JR東日本）吾妻線の駅である。
1992年（平成4年）3月14日に開業した吾妻線で最も新しい駅である。当駅開業以前は駅周辺に住んでいる吾妻線利用者は隣駅の小野上駅を利用していたが、地元請願により沿線利用者の利便を図るため開業した。

## 歴史
- 1992年（平成4年）3月14日：開業[1]。
- 2014年（平成26年）10月1日：東京近郊区間に編入される[2]。

## 駅構造
単式ホーム1面1線を有する地上駅。
中之条駅管理の簡易委託駅だったが、現在は無人駅。無人駅化直前の時期は日中時間帯は委託駅員が配置されていたが、早朝と夜間は窓口休業となっていた。

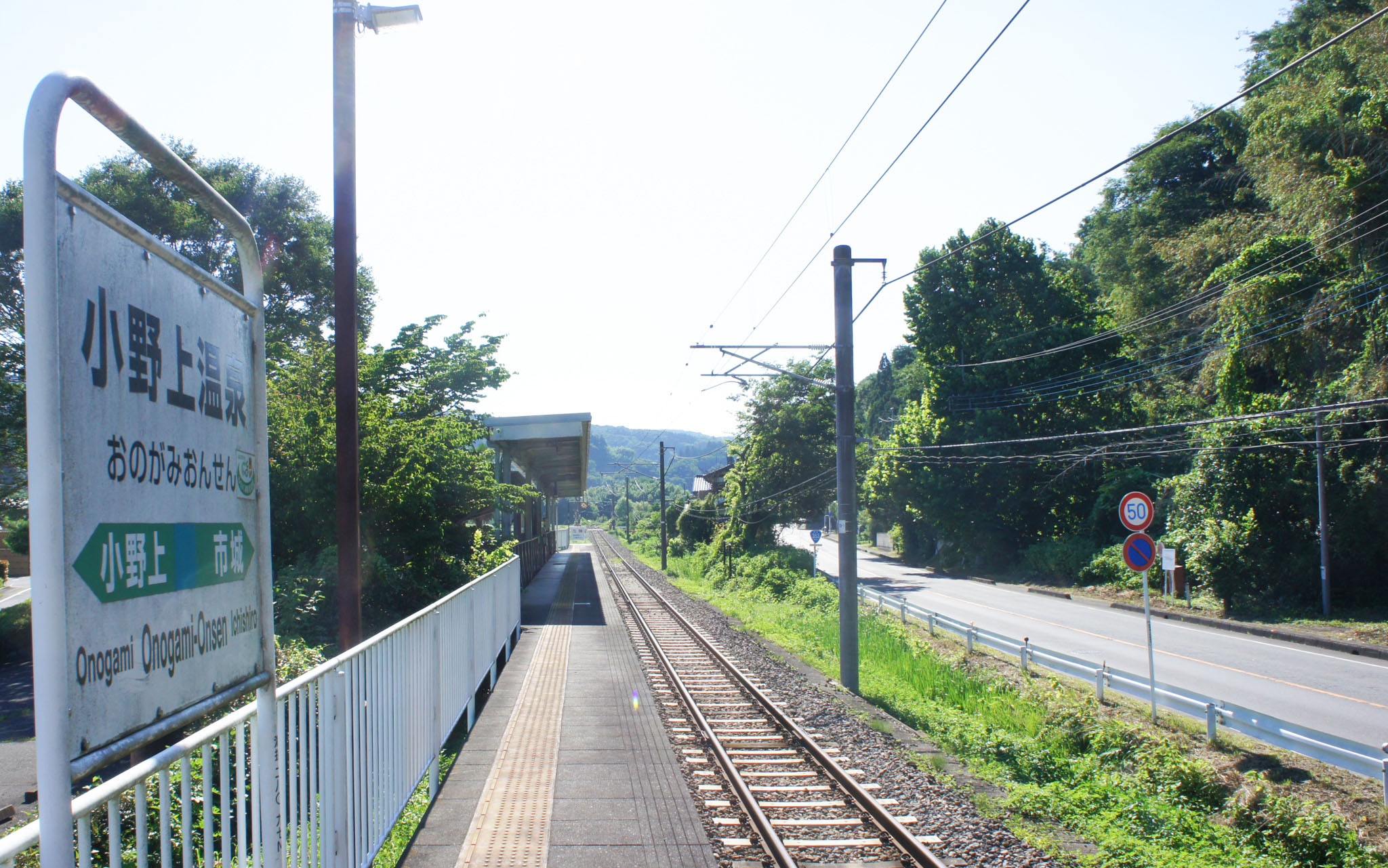
ホーム（2021年7月）

## 利用状況
群馬県統計年鑑によると、1日平均乗車人員は以下の通り。
| 年度   | 1日平均 乗車人員 |
| ------ | ---------------- |
| 2002年 | 30               |
| 2003年 | 42               |
| 2004年 | 37               |
| 2005年 | 40               |
| 2006年 | 42               |
| 2007年 | 35               |
| 2008年 | 34               |
| 2009年 | 34               |
| 2010年 | 33               |
| 2011年 | 31               |

## 駅周辺
- 小野上温泉

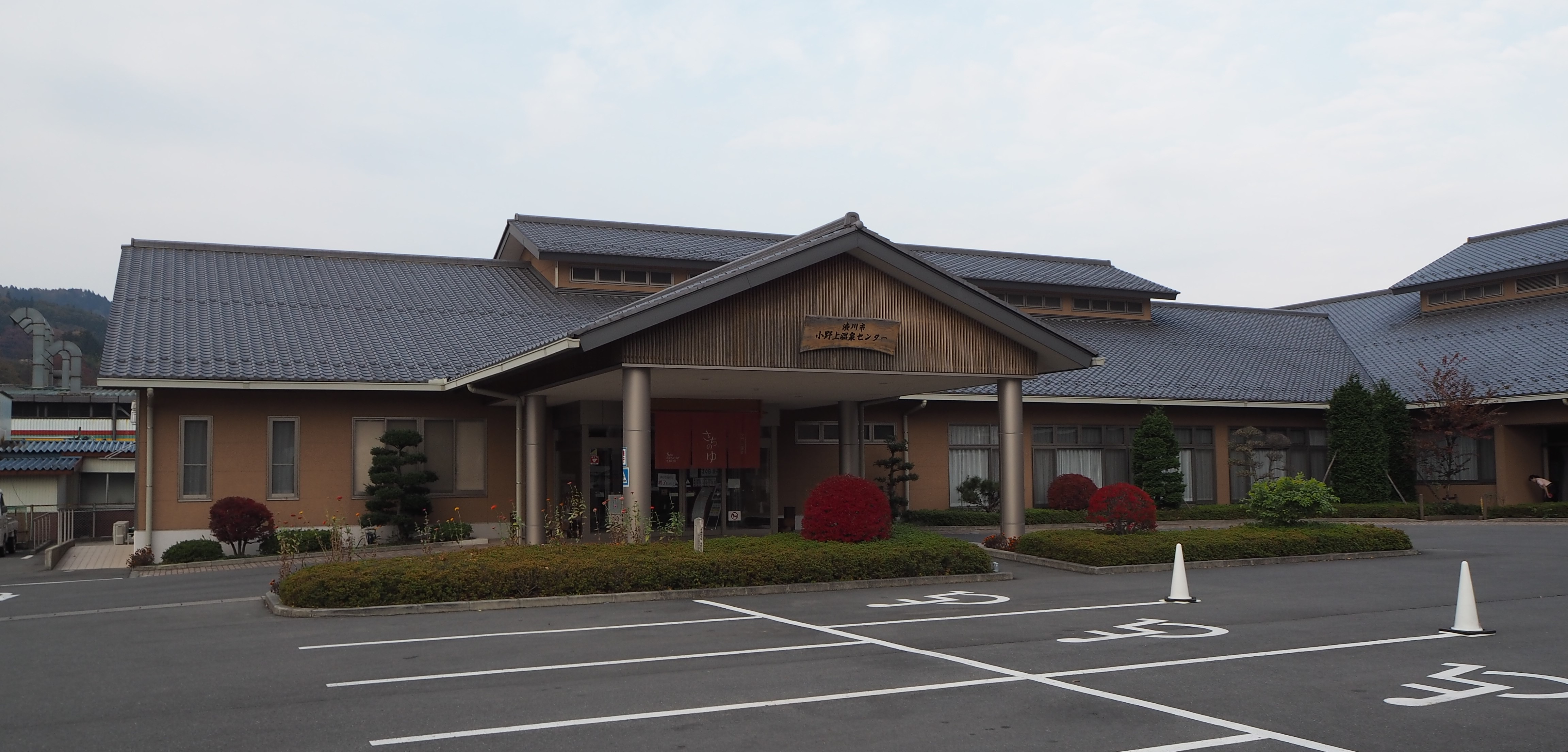
小野上温泉センター（2015年11月）

  - 小野上温泉 ハタの湯（旧称：さちのゆ）（日帰り温泉施設）[1]
  - SUNおのがみ（渋川市営の温泉宿泊施設）
- 岩井洞 - 当駅が登山口となる。

## 隣の駅
東日本旅客鉄道（JR東日本）
■吾妻線
小野上駅 - 小野上温泉駅 - 市城駅